# Henrik Heggheim
Henrik Heggheim, né le 22 avril 2001 à Stavanger en Norvège, est un footballeur norvégien qui évolue au poste de défenseur central au Vålerenga, en prêt du Brøndby IF.

## Biographie

### Viking Stavanger
Né à Stavanger en Norvège, où il a grandi, Henrik Heggheim est formé par le Viking Stavanger. Il est un supporter du club depuis son plus jeune âge, et intègre l'académie du club à l'âge de cinq ans,. Il signe son premier contrat professionnel le 11 juin 2020. 
Le 1er juillet 2020, il joue son premier match en Eliteserien, lors de la réception du club de Sandefjord. Le 13 août 2020, il prolonge à nouveau son contrat avec son club formateur, cette fois jusqu'en 2023.

### Brøndby IF
Le 30 août 2021, Henrik Heggheim s'engage en faveur du Brøndby IF pour un contrat de quatre ans,. Il joue son premier match sous ses nouvelles couleurs le 23 septembre 2021, lors d'une rencontre de coupe du Danemark face au Allerød FK (en). Il est titularisé ce jour-là et son équipe l'emporte largement par huit buts à un,.

### Vålerenga Fotball
Le 14 mars 2023, Henrik Heggheim rejoint le Vålerenga Fotball sous la forme d'un prêt jusqu'au 30 juin 2023,.

### En sélection
Henrik Heggheim joue son premier match avec l'équipe de Norvège espoirs le 3 septembre 2021, contre l'Autriche. Il est titularisé en défense centrale aux côtés de Jesper Daland et les jeunes norvégiens s'imposent par trois buts à un,.